# Macrocerides curtifrons
Macrocerides curtifrons är en tvåvingeart som beskrevs av Borgmeier 1927. Macrocerides curtifrons ingår i släktet Macrocerides och familjen puckelflugor.
Artens utbredningsområde är Brasilien. Inga underarter finns listade i Catalogue of Life.